# Communauté de communes du canton de Pont-de-Vaux
La communauté de communes du canton de Pont-de-Vaux est une ancienne communauté de communes située dans l'Ain et regroupant 12 communes.

## Historique
- 20 décembre 1994 : création
- 12 octobre 2001 : modification des compétences et extension
- 20 novembre 2002 : rajout de la compétence optionnelle aménagement de voiries existantes d'accès au parc d'activités communautaires
- 19 décembre 2003 : skate-parc, opérations contractuelles en direction des jeunes, aménagement des bords de Saône à Pont-de-Vaux
- 7 mai 2004 : extension des compétences optionnelles (adjonction bateau restaurant fluvial)
- 18 octobre 2004 : adjonction d'une compétence liée à l'extension, l'entretien, la gestion du port de plaisance de Pont-de-Vaux
- 14 mars 2005 : extension des compétences
- 6 février 2006 : extension des compétences optionnelles (action sociale)
- 17 octobre 2006 : modification des compétences et du nombre des membres du bureau
- 1er janvier 2017 : disparition à la suite de la fusion avec la communauté de communes du pays de Bâgé donnant naissance à la communauté de communes du Pays de Bâgé et de Pont-de-Vaux[2].

## Composition
Elle était composée des communes suivantes :
| Nom                         | Code Insee | Gentilé      | Superficie (km2) | Population (dernière pop. légale) | Densité (hab./km2) |
| --------------------------- | ---------- | ------------ | ---------------- | --------------------------------- | ------------------ |
| Pont-de-Vaux (siège)        | 01305      | Pontevallois | 7,54             | 2 290 (2014)                      | 304                |
| Arbigny                     | 01016      | Arbignerons  | 17,47            | 440 (2014)                        | 25                 |
| Boissey                     | 01050      | Boisséens    | 9,05             | 323 (2014)                        | 36                 |
| Boz                         | 01057      | Burhins      | 7,31             | 512 (2014)                        | 70                 |
| Chavannes-sur-Reyssouze     | 01094      | Chavannois   | 16,55            | 746 (2014)                        | 45                 |
| Chevroux                    | 01102      | Chevroutis   | 17,20            | 957 (2014)                        | 56                 |
| Gorrevod                    | 01175      | Gorrevoutis  | 6,88             | 842 (2014)                        | 122                |
| Ozan                        | 01284      |              | 6,60             | 659 (2014)                        | 100                |
| Reyssouze                   | 01323      | Reyssoulis   | 9,54             | 965 (2014)                        | 101                |
| Saint-Bénigne               | 01337      |              | 16,49            | 1 232 (2014)                      | 75                 |
| Saint-Étienne-sur-Reyssouze | 01352      | Stéphanois   | 13,82            | 563 (2014)                        | 41                 |
| Sermoyer                    | 01402      | Sermoyards   | 16,70            | 699 (2014)                        | 42                 |

## Compétences
- Hydraulique
- Assainissement non collectif
- Collecte des déchets des ménages et déchets assimilés
- Traitement des déchets des ménages et déchets assimilés
- Politique du cadre de vie
- Protection et mise en valeur de l'environnement
- Activités sanitaires
- Action sociale
- Action de développement économique (Soutien des activités industrielles, commerciales ou de l'emploi, soutien des activités agricoles et forestières…)
- Tourisme
- Construction ou aménagement, entretien, gestion d'équipements ou d'établissements culturels, socioculturels, socioéducatifs, sportifs
- Activités périscolaires
- Schéma de cohérence territoriale (SCOT)
- Création et réalisation de zone d'aménagement concerté (ZAC)
- Constitution de réserves foncières
- Création, aménagement, entretien de la voirie
- Programme local de l'habitat
- Opération programmée d'amélioration de l'habitat (OPAH)
- Réalisation d'aire d'accueil ou de terrains de passage des gens du voyage
- Autres

## Pour approfondir